# أنيق
أنيق هي قرية في مقاطعة جلفا، إيران. عدد سكان هذه القرية هو 170 في سنة 2006.